# 伴林光平

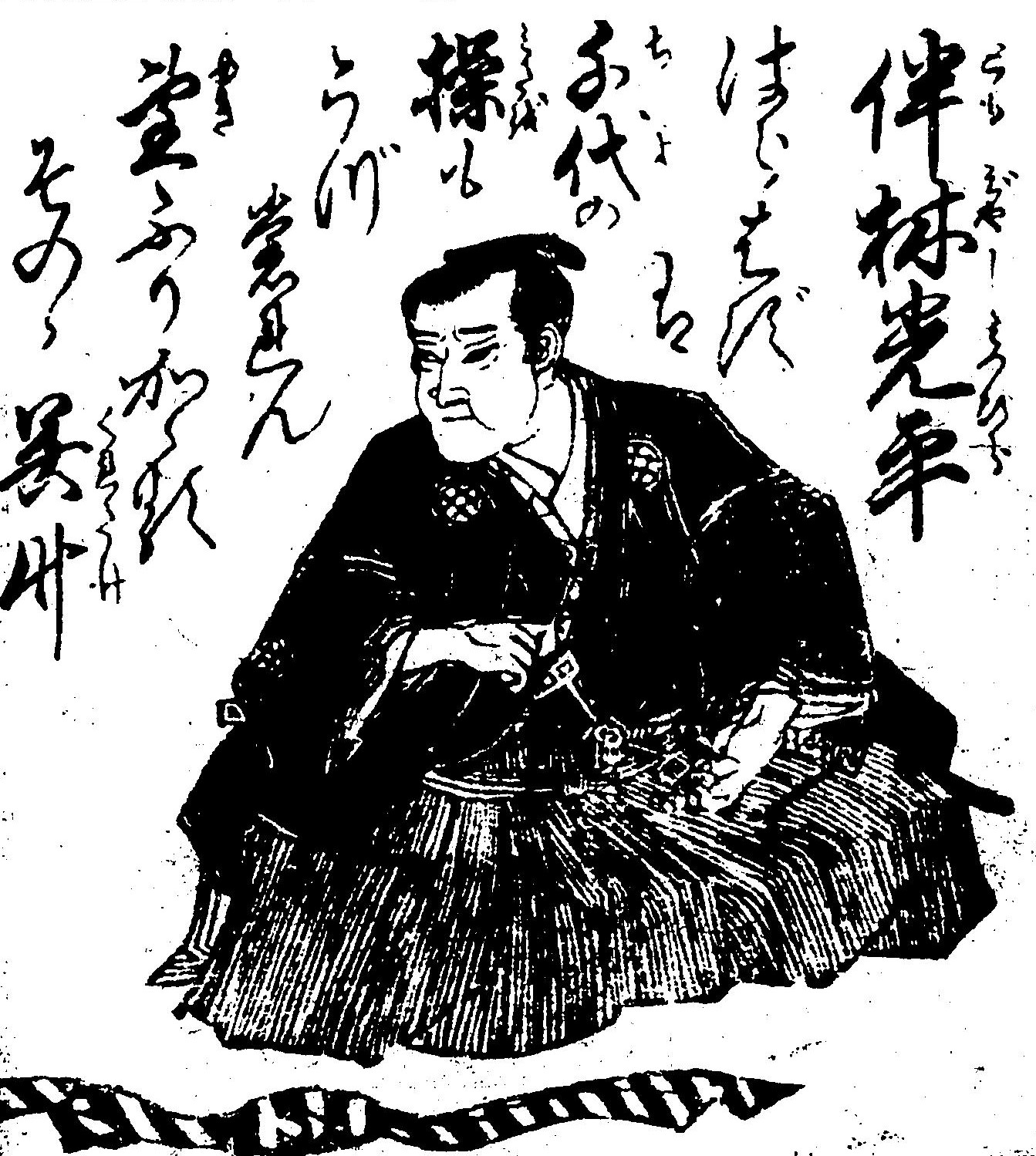
伴林光平

伴林 光平（ともばやし みつひら/ばんばやし みつひら、文化10年9月9日（1813年10月2日） - 文久4年2月16日（1864年3月23日））とは、幕末の国学者、歌人、勤王志士。幼名は信丸、後に左京。通称、六郎。一時、並木春蔵の変名を使用。法名は大雲坊周永。号は破草鞋道人、八丘、斑鳩隠士、蒿斎、岡陵など。伴林の名は、生家近くの伴林氏神社（祭神：高御産巣日神、天押日命、道臣命。大伴氏の祖神を祀る）にちなむ。

## 生涯
河内国志紀郡林村（現：藤井寺市林）浄土真宗尊光寺に父 賢静・母 原田氏の次男として生まれ、西本願寺の学寮（後に同学寮因明学教授）、薬師寺、大和郡山の光慶寺等で仏道修行、各地で仏道・朱子学・国学・和歌を学ぶ（父は出生前に他界、母も六歳の時に亡くなった）。
朱子学については、浜松の儒者川上東山、国学については、伊丹の中村良臣・紀州藩の加納諸平・江戸の伴信友、和歌については因幡国神官飯田秀雄などについて学んでいる。
1845年、八尾の教恩寺の住職となり、多くの門人に国学・歌道の教育を行うが、1861年に教恩寺の壁に七言絶句「本是神州清潔民 謬為仏奴説同塵 如今棄仏仏休咎 本是神州清潔民」を書き残して出奔、大和国法隆寺村東福寺の駒塚の茅屋に住み、勤王志士として活動した。
1863年、天誅組の変が起こると、五條に駆けつけ、天誅組の記録方を受けもった。義挙失敗の後、法隆寺から磐船街道を大阪へ逃亡中に捕えられ、獄中で義挙の経緯を回想した「南山踏雲録（なんざんしゅううんろく、なんざんとううんろく）」を書き、翌年2月、京都で斬首処刑された。享年52。京都六角の獄舎に移されたときは生野の変で囚われた平野国臣と牢が隣同士で和歌の贈答をしている。
1891年9月靖国神社合祀、12月従四位追贈。五十年忌に河内の同志が玉祖神社近くに伴林光平の墓を建てた。

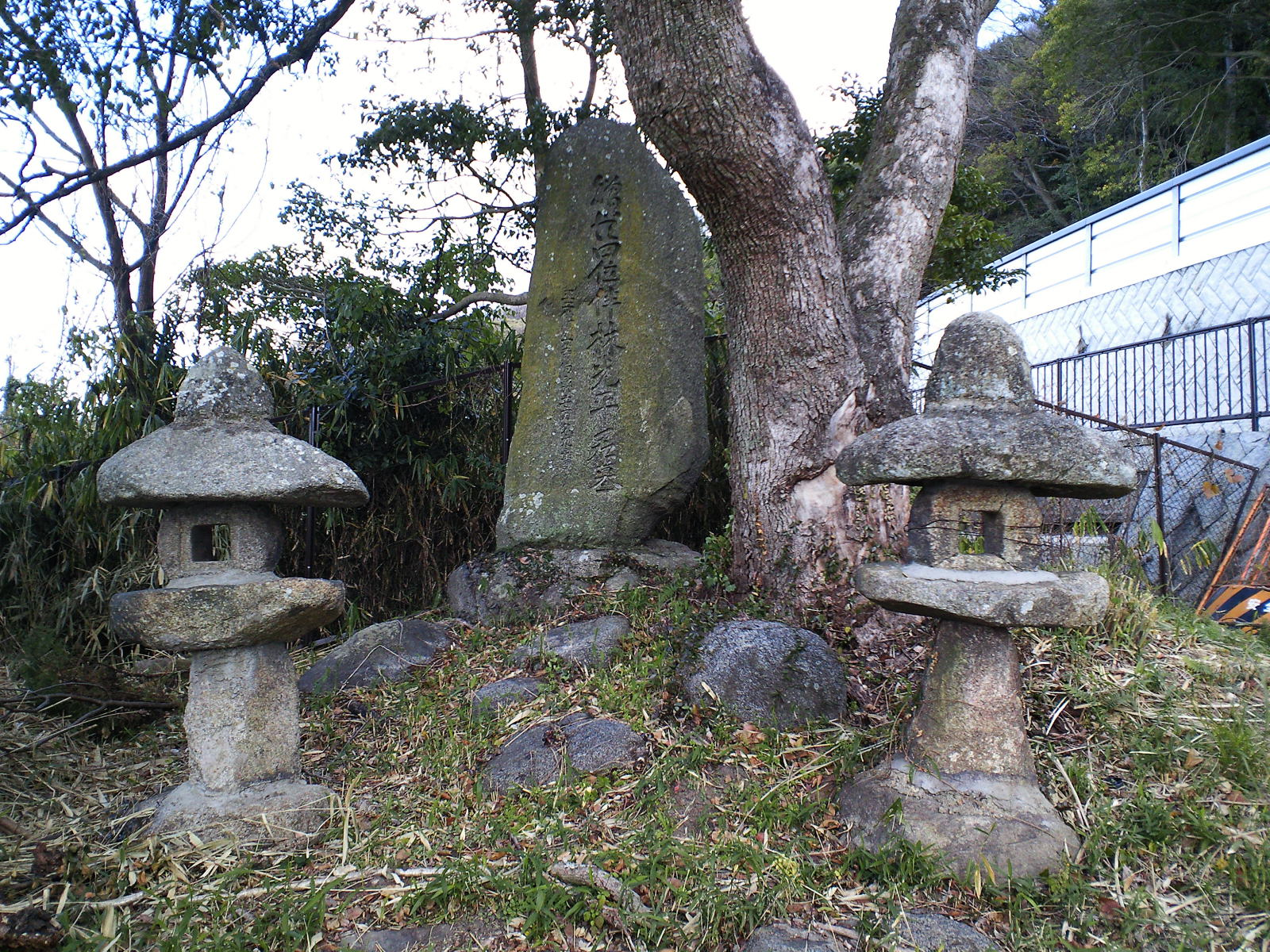
贈従四位伴林光平之墓（八尾市神立）

1987年12月には、磐船神社に、住吉大社宮司西木泰の揮毫による供林光平の辞世の句「梶を無み　乗りて遁れん世ならねば　岩船山も　甲斐なかりけり」という辞世の句の碑が伴林光琳先生崇敬会によって建立される。

## その他
大和・河内等の御陵を巡り、その荒廃を嘆いて「野山のなげき」、「大和國陵墓検考」等を書いた。その著作の多くは、和歌もよく挿入されており、歌人が書いたという特徴がある。
師の加納諸平と共に、生家近くの仲津山古墳の墳頂上で、酒宴をしながら、勾玉等を盗掘していた僧侶の一団を追い払ったり、大和の島の山古墳、川合大塚山古墳、巣山古墳　等について、特に皇陵選定に漏れた事を嘆いている。また、巣山古墳については、何か伝承を聞いていたのであろうか、「おのれいささか考え出でたることあり」と皇陵として被葬者の心当たりがある旨を書いている。しかし、現在の所、具体的に被葬者を推定した文書等は発見されていない。
さらに、藤ノ木古墳については、付近に小殿（おとの）という、各家々に注連縄を張って陰陽師を職業とし、神々しく暮らしている守戸（しゅこ：陵墓を守る人）村があった、あるいは「みささぎの尼」が庵を作って常駐していたことを伝え、皇陵であると言っている。